# Cordilheira Heritage
A cordilheira Heritage é uma importante cordilheira, com 160 km de comprimento e 48 km de largura, situada na direção sul de Geleira Minnesota, formando a metade sul das Montanhas Ellsworth na Antártida. A cordilheira é complexa, consistindo de subcordilheiras dispersas e picos de altitude moderada, escarpas, colinas e nunataks com numerosas geleiras intermediárias.
A porção norte da cordilheira foi provavelmente a primeira avistada por Lincoln Ellsworth no curso de seu voo transantártico de 23 de novembro de 1935. Em 14 de dezembro de 1959, a cordilheira do sul foi vista pela primeira vez em voo de reconhecimento da Estação Byrd, feito por Edward C. Thiel, J.C. Craddock e E.S. Robinson. A equipe aterrissou em uma geleira no Pico Pipe em 26 de dezembro na parte noroeste da cordilheira.
Durante a temporada de 1962-63 e 1963-64, as expedições da Universidade de Minnesota fizeram levantamentos geológicos e cartográficos da cordilheira. A cordilheira inteira foi mapeada pelo [[[Serviço Geológico dos Estados Unidos]] de fotos aéreas tiradas pela Marinha dos Estados Unidos, 1961-66.
Foi então nomeada pelo US-ACAN (Comitê Consultivo para Nomes Antárticos) por causa de unidades topográficas dentro da cordilheira terem recebido nomes relacionados ao tema do patrimônio norte-americano.